# Essilor
Essilor International (Euronext: EI) é uma empresa francesa que produz lentes oftálmicas. Sua sede fica em Charenton-le-Pont (Val-de-Marne), França, e ela está cotada na Bolsa de Valores Euronext Paris. Uma das 40 maiores empresas negociadas em Paris, a Essilor é um dos componentes do índice compartilhado CAC 40. É dona de centenas de produtos, sendo suas marcas mais famosas a Varilux e Crizal.
No Brasil, possui sede e matriz no Rio de Janeiro, fábrica em Manaus, a qual é a maior do mundo neste setor e a segunda fábrica em Tupã (SP). Foi eleita pelo Great Place to Work Institute (GPTW) como uma das cem melhores empresas para se trabalhar no Brasil.
A Essilor é responsável pela criação das lentes Varilux, a primeira lente multifocal do mundo que corrige a vista cansada (ou presbiopia) e proporciona ao usuário de óculos uma visão nítida de perto, a meia distância e de longe. A empresa foi criada a partir da fusão da Essel e da Silor em 1972. Atualmente, a Essilor atua em mais de 100 países em cinco continentes. Suas atividades concentram-se, em grande parte, em pesquisa e desenvolvimento. Ela é a maior fabricante de lentes oftálmicas, dominando o mercado em todos os continentes, e é quarta maior empresa de equipamentos médicos.
Em 16 de Janeiro de 2017 anunciou uma fusão com a Luxottica, a companhia resultante da fusão EssilorLuxottica se tornou a maior produtora de óculos e lentes de contato do mundo, com receitas superiores a € 15 bilhões e mais de 140.000 funcionários.

## Histórico

### 1849-1972: Essel e Silor
A Essel foi fundada em 1849 (então denominada L’Association Fraternelle des Ouvriers Lunetiers), inicialmente, como uma pequena rede de oficinas de montagem de óculos em Paris. Rapidamente, ela cresceu ao final do século XIX e início do século XX através da aquisição de fábricas localizadas nos arredores de Paris e no leste da França. Em pouco tempo, a Essel incorporou o desenho de armações e sua comercialização às suas atividades. Em 1955, a empresa lançou um desenho inovador de armação, chamado Nylor, que ainda é utilizado até hoje e obteve muito sucesso na ocasião do lançamento. O sistema Nylor era composto por um fino fio de náilon que envolvia a lente e a fixava na parte superior da armação, deixando a base da lente aparentemente “livre”. O principal avanço tecnológico da Essel ocorreu em 1959 com a invenção das lentes Varilux, a primeira lente oftálmica multifocal.
Quando foi criada, em 1931, a Silor chamava-se Lissac e atuava no varejo de lentes oftálmicas e armações, antes de se tornar fabricante de lentes. Em 1959, no mesmo ano em que a Essel inventou a lente multifocal, a Lissac também fez uma descoberta importante: a lente Orma 1000, feita com um material muito leve e inquebrável.

### 1972-1979: A criação da Essilor
Após anos de rivalidade, Essel e Silor fundiram-se em 1o de janeiro de 1972 para formar a Essilor, a terceira maior empresa de óptica oftálmica naquela época.
O primeiro ano de existência da Essilor foi marcado por dois grandes eventos: a criação da Valoptec, uma associação de funcionários acionistas que detinham 50% do capital acionário da empresa, e a compra da Benoist-Bethiot, fabricante de lentes francesa, especializada na produção de lentes multifocais.
Em meados da década de 70, a Essilor concentrou seus esforços em se tornar um verdadeiro grupo óptico, especializando-se em lentes multifocais em resina. A princípio, muitas atividades subsidiárias foram vendidas, mas em 1974 a Essilor realizou a fusão da Benoist-Bethiot com a Guilbert-Routit, criando uma subsidiária chamada BBGR. Em 1975, a empresa listou suas ações na bolsa de valores. As inovações propostas pela Essel e pela Silor, precursoras da Essilor, levaram ao lançamento das lentes Varilux Orma em 1976.
O final da década de 70 foi marcado pela mudança na estratégia de expansão geográfica da Essilor. Ao adquirir unidades de fabricação nos EUA, na Irlanda e nas Filipinas, a Essilor deu início à sua transformação, passando de empresa essencialmente exportadora à empresa internacional.

### 1980-1989: Expansão internacional
A década de 80 abriu caminho para uma intensa concorrência. Para diminuir os custos e melhorar os serviços, a Essilor adquiriu quatro novas fábricas em quatro anos, no México, em Porto Rico, no Brasil e na Tailândia. Na França, novos instrumentos facilitaram a automação do processo de fabricação. Muitos distribuidores também foram incorporados à Essilor na Europa (Noruega, Portugal) e na Ásia (Mianmar, Indonésia, Japão, Malásia, Taiwan e Vietnã) através de fusões e aquisições.
Nos EUA, todas as subsidiárias foram reunidas sob a gestão da Essilor of America. Essa rede global permitiu que a Essilor lançasse uma nova lente Varilux chamada VMD (Varilux Multi-Design) na Europa e nos EUA. Ao final da década de 80, a Essilor havia se tornado líder mundial em produtos de óptica oftálmica.

### 1990-1999: Parcerias e Varilux Comfort
Para manter sua posição de líder mundial, a Essilor reduziu gradativamente suas operações com armações para concentrar-se nas lentes corretivas de óculos. Através de uma estratégia de valor agregado, a empresa lançou a tecnologia antirreflexo Crizal, oferecendo lentes resistentes a arranhões, que reduzem os reflexos e manchas. A Essilor também estabeleceu uma parceria com a PPG, uma empresa norte-americana, a fim de oferecer as lentes fotossensíveis Transitions, uma tecnologia que permite que a lente fique mais escura ou mais clara dependendo da intensidade da luz ambiente. Através da aquisição da Gentex, a Essilor também pode lançar a lente de policarbonato Airwear, um material leve e difícil de quebrar. Finalmente, a quarta geração das lentes Varilux foi lançada com o nome de Varilux Comfort que continua sendo a lente multifocal mais vendida no mundo até hoje.

### 2000-O presente
O início do século XXI foi marcado por avanços tecnológicos para a Essilor, com o lançamento das lentes Varilux Physio, uma lente que baseia sua performance na W.A.V.E. Technology, capaz de associar o sistema controle da frente de onda para calcular a óptica da lente e uma técnica de produção de alta precisão, chamada surfaçagem digital avançada. Finalmente, em 2005, a Essilor listou suas ações no índice da bolsa de valores francesa CAC 40.
Em 2017 anunciou uma fusão com a Essilor, a companhia resultante da fusão EssilorLuxottica se tornou a maior produtora de óculos e lentes de contato do mundo, alterando sua sede para Paris e negociando suas ações na Euronext Paris. As receitas da nova empresa foram para mais de € 15 bilhões e o valor de mercado na época da fusão era de € 46 bilhões de euros, além de empregar mais de 140.000 funcionários. A fusão entre as duas empresas foi analisada e aprovada aprovada pelos órgaos antitruste da União Européia em Setembro de 2017 e pela  US Federal Trade Commission (FTC) em Março de 2018. No Brasil, a fusão foi aprovada pelo CADE em fevereiro de 2018.

## Pesquisa e desenvolvimento
A equipe de pesquisa e desenvolvimento da Essilor inclui 500 pesquisadores em quatro centros localizados na França, no Japão, em Singapura e nos Estados Unidos.
Em média, a equipe de P&D da Essilor desenvolve 100 novas patentes por ano, aumentado sua base de 2 600 patentes protegidas.
Com o passar dos anos, a Essilor também construiu uma rede internacional de parceiros, principalmente universidades, grupos industriais e empresas de médio porte, como a PPG Industries (criadora das lentes fotossensíveis Transitions) e a Nikon.

### Método do ciclo dióptrico
Com o lançamento das lentes Varilux Comfort em 1993, a Essilor desenvolveu o método do ciclo dióptrico, tornando possível a calibragem das características das lentes para aumentar a satisfação do usuário. Ele consiste na repetição de cálculos e medidas até que um resultado eficaz seja alcançado pelo usuário. Ele é composto por cinco estágios:
- Coleta de dados fisiológicos do usuário
- Desenho óptico
- Criação de protótipos das lentes
- Controle de medidas
- Testes clínicos

### Realidade virtual
O departamento de pesquisa da Essilor concentra-se especialmente no progresso associado de duas disciplinas complementares: óptica e fisiologia, utilizando principalmente a realidade virtual. Uma ferramenta de simulação que torna possível perceber e interagir em 3D de uma forma multissensorial, a realidade virtual abre, de forma eficaz, amplas áreas de pesquisa no campo de óptica oftálmica e torna possível prever o desenho de lentes com performance cada vez melhor.
Hoje em dia, os pesquisadores utilizam um sistema de visualização virtual, equipado com algoritmos e recursos de modelagem desenvolvidos pela Essilor para explorar novas soluções ópticas que podem ser testadas diretamente nos usuários. Esse simulador torna possível variar as propriedades ópticas das lentes testadas, estudar os efeitos ópticos e imediatamente calibrar as características das lentes para aumentar a satisfação do usuário. Para fazer isso, um sensor magnético registra os movimentos de cabeça do usuário e as imagens que mostram o ponto de vista exato dos olhos 120 vezes por segundo. Depois dos testes, os resultados são utilizados para fazer o ajuste fino da performance das lentes em questão.
Em 2008, as lentes Varilux Ipseo New Edition foram projetadas utilizando o sistema de Realidade Virtual da Essilor.

## Dados corporativos

### Conselho diretor
A partir de 1o de setembro de 2008, o conselho diretor da empresa é composto pelo:
- Presidente e CEO Xavier Fontanet
- Os co-COOs Philippe Alfroid e Hubert Sagnières
- Os diretores independentes Alain Aspect, Michel Besson, Jean Burelle, Yves Chevillotte, Bridget Cosgrave, Philippe Germond, Maurice Marchand-Tonel, Olivier Pécoux e Michel Rose
- Pelos diretores que representam acionistas internos Aïcha Mokdahi, Alain Thomas e Serge Zins

### Comitê Executivo
A partir de 1o de setembro de 2008:
- Xavier Fontanet – Presidente e CEO (Chief Executive Officer)
- Philippe Alfroid – Diretor de Operações (Chief Operating Officer)
- Hubert Sagnières – Diretor de Operações (Chief Operating Officer)
- Thomas Bayer - Presidente, América Latina
- Claude Brignon – Vice-Presidente Corporativo Sênior, Operações Globais (Corporate Senior Vice-President, Worldwide Operations)
- Jean Carrier-Guillomet - Presidente, Essilor of America
- Didier Lambert - Vice-Presidente Corporativo Sênior, Sistemas de Informação (Corporate Senior Vice-President, Information Systems)
- Patrick Poncin - Vice-Presidente Corporativo Sênior, Engenharia Global (Corporate Senior Vice-President, Global Engineering)
- Paul du Saillant - Vice-Presidente Corporativo Sênior, Estratégia Corporativa (Corporate Senior Vice-President, Corporate Strategy)
- Jean-Luch Schuppiser - Vice-Presidente Corporativo Sênior, Pesquisa e Desenvolvimento (Corporate Senior-Vice President, Research and Development)
- Eric Thoreux - Vice-Presidente Corporativo Sênior, Marketing estratégico (Corporate Senior Vice-President, Strategic Marketing)